# Landhaus Klusmann
Das Landhaus Klusmann, auch Haus Meineck, in Bremen-Burglesum, Ortsteil Burgdamm, Marßel 36, stammt von um 1905.
Das Gebäude steht seit 2012 unter bremischem Denkmalschutz.

## Geschichte
Das zweigeschossige differenzierte Landhaus auf einem gemauerten Sockel wurde um 1905 im Schweizerhausstil für den Kaufmann Albert Wilhelm Klusmann und seine Ehefrau Annette Elise Wilhelmine von Cölln gebaut. Auf dem hohen Geestrand von Marßel, in landschaftlich bevorzugter Lage, auf dem ab 1875 parzellierten Rittergut Marßel, entstand das abwechslungsreich gegliederte Landhaus mit einer dekorativen, teilweise horizontalen (EG) und vertikalen (EG + OG) Holzverkleidung. Das Haus wechselte oft seinen Eigentümer und wurde 1986 von dem Verein Elrond – einer Selbsthilfegruppe für Drogenabhängige – erworben und nach dessen Insolvenz von 2011 verkauft.
Das Landesamt für Denkmalpflege Bremen befand: „Bei dem Landhaus Klusmann handelt es sich um ein hervorragend überliefertes, spätes Beispiel eines Landhauses im Schweizerhausstil. Der Bau […] stellt in Bremen eine Sonderform des Schweizerhauses dar, denn die meisten in Bremen gebauten Schweizerhäuser […] wurden im Erdgeschoss massiv aufgeführt und nur im Obergeschoss mit Holz verkleidet bzw. in Fachwerk aufgeführt. […] Das Landhaus zeigt beispielhaft, dass Mitte des 19. Jahrhunderts Marßel als Ausflugsort und Sommerfrische mit Landsitzen in der ‚Bremer Schweiz‘ durchaus beliebt war.“